# فهرست ایالت‌های نیجریه بر پایه مساحت
فهرست ایالت‌های نیجریه بر پایه مساحت به شرح زیر است.

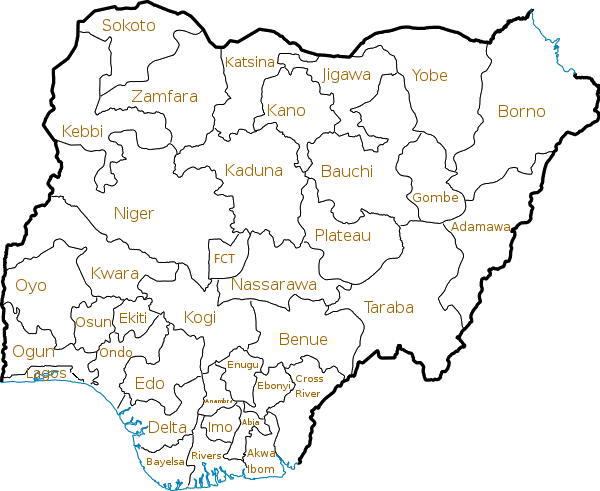

| رتبه | ایالت                       | کیلومتر مربع |
| ---- | --------------------------- | ------------ |
| ۱    | ایالت نیجر                  | ۷۶٬۳۶۳       |
| ۲    | ایالت بورنو                 | ۷۰٬۸۹۸       |
| ۳    | ایالت تارابا                | ۵۴٬۴۷۳       |
| ۴    | ایالت کادونا                | ۴۶٬۰۵۳       |
| ۵    | ایالت باوچی                 | ۴۵٬۸۳۷       |
| ۶    | ایالت یوبه                  | ۴۵٬۵۰۲       |
| ۷    | ایالت زامفارا               | ۳۹٬۷۶۲       |
| ۸    | ایالت اداماوا               | ۳۶٬۹۱۷       |
| ۹    | ایالت کوارا                 | ۳۶٬۸۲۵       |
| ۱۰   | ایالت کبی                   | ۳۶٬۸۰۰       |
| ۱۱   | ایالت بنوئه                 | ۳۴٬۰۵۹       |
| ۱۲   | ایالت پلاتو                 | ۳۰٬۹۱۳       |
| ۱۳   | ایالت کوگی                  | ۲۹٬۸۳۳       |
| ۱۴   | ایالت اویو                  | ۲۸٬۴۵۴       |
| ۱۵   | ایالت ناساراوا              | ۲۷٬۱۱۷       |
| ۱۶   | ایالت سوکوتو                | ۲۵٬۹۷۳       |
| ۱۷   | ایالت کاتسینا               | ۲۴٬۱۹۲       |
| ۱۸   | ایالت جیگاوا                | ۲۳٬۱۵۴       |
| ۱۹   | ایالت کراس ریور             | ۲۰٬۱۵۶       |
| ۲۰   | ایالت کانو                  | ۲۰٬۱۳۱       |
| ۲۱   | ایالت گومبه                 | ۱۸٬۷۶۸       |
| ۲۲   | ایالت ادو                   | ۱۷٬۸۰۲       |
| ۲۳   | ایالت دلتا                  | ۱۷٬۶۹۸       |
| ۲۴   | ایالت اوگون                 | ۱۶٬۷۶۲       |
| ۲۵   | ایالت اوندو                 | ۱۵٬۵۰۰       |
| ۲۶   | ایالت ریورز                 | ۱۱٬۰۷۷       |
| ۲۷   | ایالت بایلسا                | ۱۰٬۷۷۳       |
| ۲۸   | ایالت اوسون                 | ۹٬۲۵۱        |
| -    | ناحیه پایتختی فدرال، نیجریه | ۷٬۳۱۵        |
| ۲۹   | ایالت انوگو                 | ۷٬۱۶۱        |
| ۳۰   | ایالت اکوا ایبوم            | ۷٬۰۸۱        |
| ۳۱   | ایالت اکیتی                 | ۶٬۳۵۳        |
| ۳۲   | ایالت ابیا                  | ۶٬۳۲۰        |
| ۳۳   | ایالت ابونیی                | ۵٬۶۷۰        |
| ۳۴   | ایالت ایمو                  | ۵٬۱۰۰        |
| ۳۵   | ایالت انامبرا               | ۴٬۸۴۴        |
| ۳۶   | ایالت لاگوس                 | ۳٬۳۴۵        |

مساحت نیجریه = ۹۲۳٬۷۶۸ کیلومترمربع